# Winda Viska
Winda Viska Ria (nacida en Bandung el 3 de diciembre de 1983), conocida artísticamente como Winda Viska, es una cantante indonesia. Participó en un concurso de canto de Indonesian Idol (primera temporada) que fue difundida por la red televisiva de RCTI. Durante este concurso que se llevó a cabo, ella fue eliminada en la segunda semana. También es una actriz de ópera.

## Discografía
- Indonesian Idol: Indonesian All-Time Hits
- Singel Di Sini Untukmu feat. Bintang
- Juri Acara Anak "IDOLA CILIK"
- Singel "Kutemukan Penggantinya" OST film "Milli & Nathan" 2011

## Telenovelas
- Sekar
- OB (Office Boy)[1]
- Opera Van Java